# Christian Le Squer

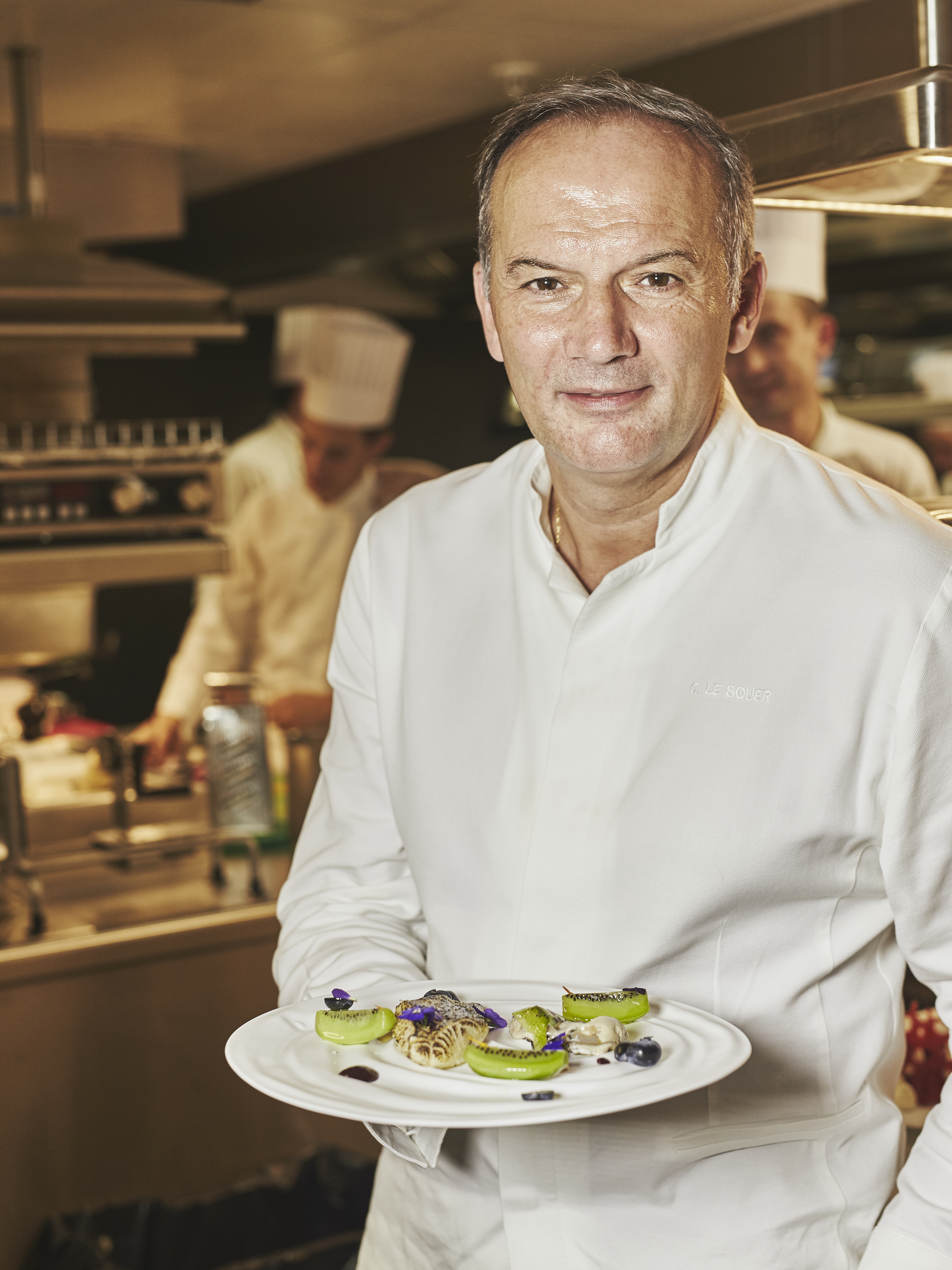
Christian Le Squer (2015)

Christian Le Squer (* 30. September 1962) ist ein französischer Koch. Sein Restaurant Le Cinq in Paris wird mit drei Michelinsternen ausgezeichnet.

## Werdegang

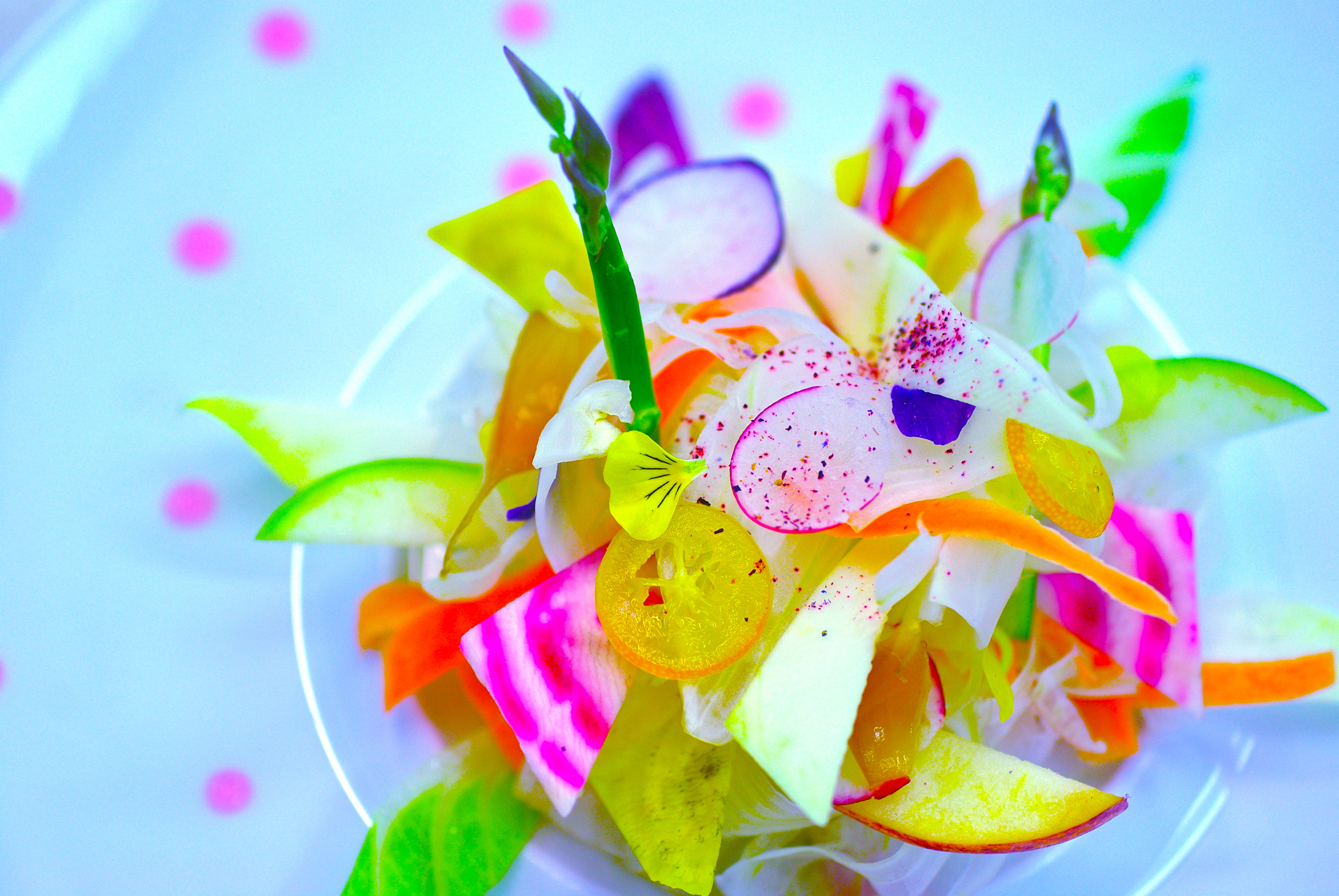
Gericht von Le Squer: Funkelnder Gemüsegarten
(Jardin Pétillant de légumes)

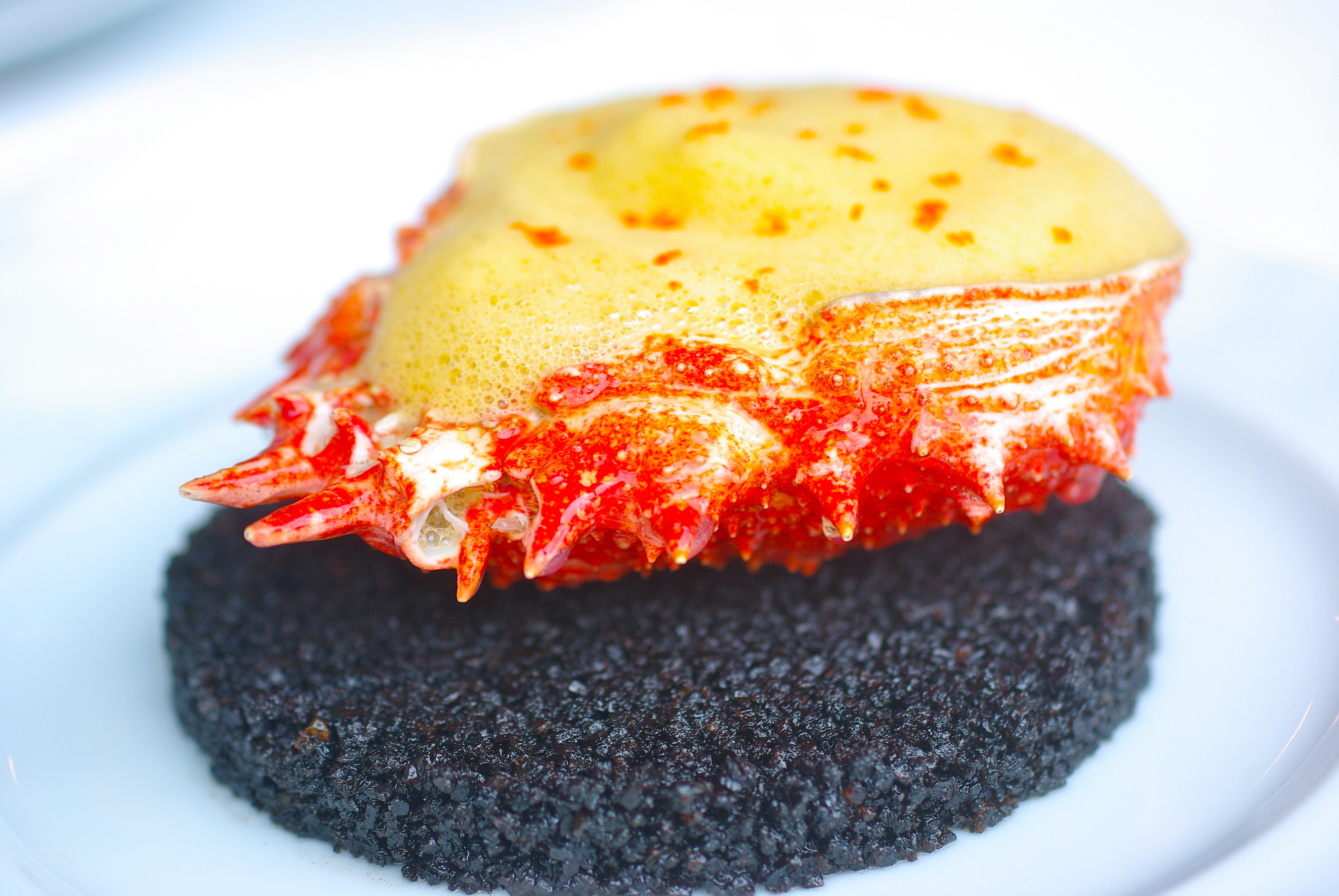
Gericht von Le Squer: Seespinne in Eisschale, ausgepresstem Saft
(Araignée de Mer en coque Glacée, jus de presse)

Nach der Ausbildung kochte Le Squer ab 1986 am Jean Guéhenno in Vannes. 1995 wechselte er zum Café de la Paix in Paris, das 1996 mit einem Michelinstern, 1998 mit einem zweiten ausgezeichnet wurde. 1999 wurde er Nachfolger von Ghislaine Arabian als Chef des Pavillon Ledoyen in Paris, das 2000 mit zwei Michelinsternen ausgezeichnet wurde. 2001 erwarb er das Restaurant. 2002 erhielt das Restaurant den dritten Stern. 
2008 öffnete er in Paris ein weiteres Restaurant Etc (Épicure traditionnelle cuisine), das 2009 einen Michelin-Stern erhielt. 2011 gründete er das Restaurant La Grande Verrière am Bois de Boulogne.  
Seit 2014 ist er Chefkoch des Restaurants Le Cinq im Four Seasons Hotel George V in Paris, das 2015 zwei Michelinsterne und 2016 drei Sterne erhielt.

## Auszeichnungen
- 2002: Drei Michelinsterne für das Restaurant Pavillon Ledoyen in Paris
- 2016: Drei Michelinsterne für das Restaurant Le Cinq in Paris
- 2016: Koch des Jahres von der  Zeitschrift Le Chef[2]